# История о мерзком приставании
История о мерзком приставании (англ. The Wacky Molestation Adventure) — эпизод 416 (№ 64) сериала «Южный Парк», премьера которого состоялась 13 декабря 2000 года.

## Сюжет
Кайл играет в мяч со своим братом Айком. К нему подходят Стэн, Картман и Кенни и говорят, что у них 4 билета на концерт группы «Raging Pussies». Кайл просит у мамы разрешения, но та отказывает. Когда Кайл говорит это друзьям, Стэн говорит, что надо было соврать. Кайл отвечает, что он что-нибудь придумает.
Кайл просит разрешения снова, и Шейла говорит, что он сможет пойти, если вычистит гараж, посыпет гравием дорожку и построит демократию на Кубе. Кайл пишет письмо Фиделю Кастро с просьбой построить демократию. Кастро читает письмо, плачет и заявляет, что страна стала демократической. Кайл рад, что сможет пойти на концерт, но мама с папой всё равно не разрешают ему пойти.
Картман говорит, что можно избавиться от родителей, если он позвонит в полицию, что они до него «донемогались» и «трогали». Родителей Кайла тут же сажают в полицейскую машину и увозят. Мальчики идут на концерт и устраивают вечеринку в доме Кайла. Скоро все дети города заявляют, что предки их «донемогались», и остаются одни. Стэн говорит: «Весь город наш».
Далее действие перемещается на молодую пару, Марка и Линду, которая едет по дороге. Мужчина говорит, что не знает, где они. Их машина глохнет, и они въезжают в город с табличкой «Город Улыбок», написанной поверх слов «Южный парк». Их встречает Баттерс. Марк хочет позвонить. Баттерс говорит, что телефон в Пещере Сокровищ, но для этого надо пойти за белую черту. Крейг говорит, что он не может пересечь белую черту.
За белой чертой царит разруха. Их встречают маленькие дети, которые говорят, что хотят играть. Они снова пересекают черту, и их отводят к мэру Картману. Мэр говорит, что их машина будет готова через 3 дня. Мэр говорит, что он им поможет, если они достанут одну книгу, которая находится за белой чертой.
Их окружают дети и связывают. Они очухиваются в помещении у огня. Кайл и Стэн просят их забрать книгу у мэра, взамен они предоставят телефон. Кайл рассказывает, что когда они избавились от родителей, они стали поклоняться Кормильцу.
Марк даёт им книгу, а Линду схватывает мэр. Марк освобождает её и призывает детей освободить родителей из тюрьмы. Кайл говорит: «За те 10 дней, пока их не было, все стало гораздо хуже». Родители возвращаются и обнимают своих детей (при этом они думают, будто и впрямь домогались до них, и обещают, что так больше не повторится).

## Смерть Кенни
Сама смерть Кенни не показана, его находит прикованным к статуе пара взрослых, попавшая в город. Между ними происходит следующий диалог:
— Что это?
— Это мальчик. Они убили его!
— Сволочи!

## Пародии
Город без взрослых и приключения в нём частично пародируют эпизод сериала «Звездный Путь», в котором команда попадает на планету без взрослых. А также пародия на «Дети кукурузы» Стивена Кинга.

## Персонажи
В этом эпизоде впервые появляются родители Баттерса — Стивен и Линда Стотч (не считая бессловесных появлений Стивена на заднем плане во 2-3 сезонах).